# Westendtower
La Westendtower (appelée aussi Kronenhochhaus, en français : Gratte-ciel de Couronne, ou encore Westendstrasse 1, de son adresse postale) est un gratte-ciel de Francfort, en Allemagne. C'est la Tour de la DZ Bank.
Haute de 208 mètres, elle est la troisième tour la plus haute de Francfort, ainsi qu'en Allemagne. L'anneau de rayonnement situé à la pointe de la Tour est chauffé l'hiver, en raison des plaques de glace qui peuvent s'y former et se décrocher, et être un danger pour les passants et la circulation.
|  |

Devant le bâtiment se trouve la sculpture Inverted Collar and Tie, haute de presque 12 mètres, réalisée par Claes Oldenburg et Coosje von Bruggen.